# Таймени
Тайме́ни (лат. Hucho) — род лучепёрых рыб семейства лососёвых  (Salmonidae).
У мелких экземпляров на боках тела 8—10 тёмных поперечных полос, обычны мелкие х-образные и полулунные тёмные пятнышки. Во время нереста тело медно-красное. Распространен широко, почти во всех крупных реках и озёрах Сибири и Дальнего Востока, на Алтае, например, в реках Бухтарма, Курчум, а также в некоторых реках Монголии, на севере Хубсугульского района в реках Эгийн, Уурэ-Гол, Делгермурен, Шишгид-Гол и Онон. 
Как и другие лососевые, таймень — хищник, достигает 1 м и более длины и 60 кг веса. Сообщается, что в 1943 году в сеть на Котуе попался таймень весом в 105 кг и длиной 210 см. Живут таймени дольше других лососевых: возраст тайменя, пойманного в 1944 году в Енисее, поблизости от Красноярска, определили в 55 лет. Вес его был 56 кг.
Таймень — объект рыбного промысла и спортивной рыбалки, однако во многих регионах России его извлечение из водоёма противозаконно.

## Этимология
Название заимствовано из финно-угорских языков (ср. фин. taimen — форель, эст. taim). В русском языке фиксируется с 1563 г.

## Виды
- Дунайский лосось (Hucho hucho)[1]
- Обыкновенный таймень, или таймень (Hucho taimen)
- Корейский таймень (Hucho ishikawae)
- Сычуаньский таймень (Hucho bleekeri)

Ранее к роду Hucho относили также сахалинского тайменя (лат. Parahucho perryi), проходную рыбу, выделенную позже в отдельный монотипичный род.